# Café Gerbeaud

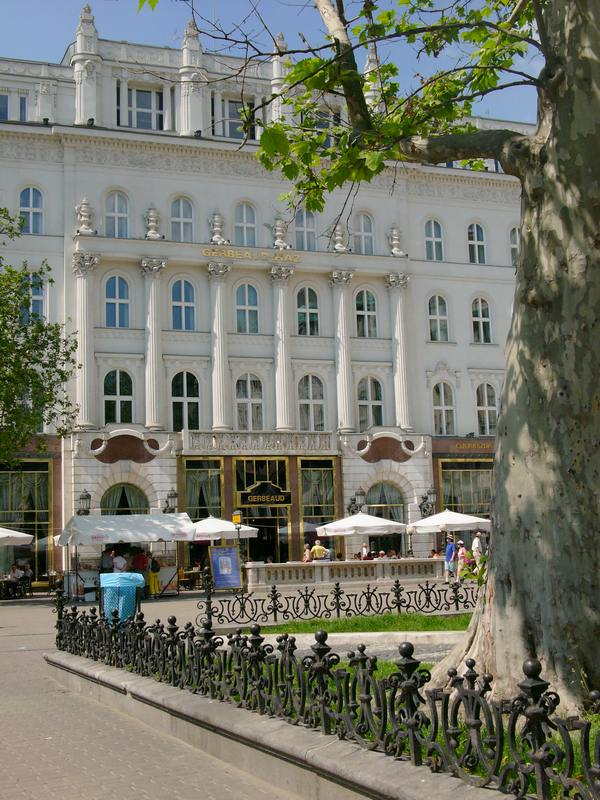
Außenansicht des Café Gerbeaud am Vörösmarty Tér

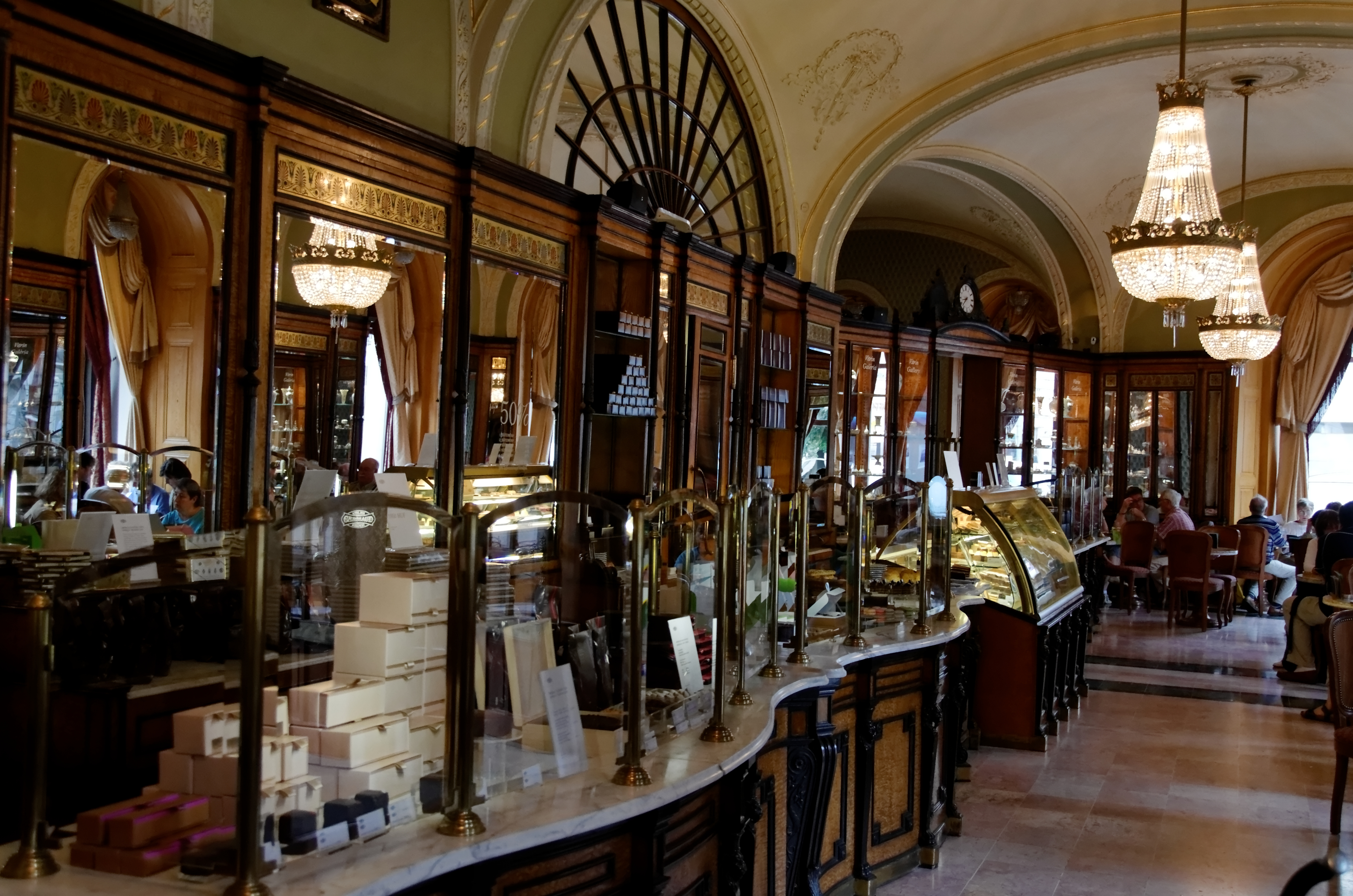
Innenansicht des Café Gerbeaud

Das Café Gerbeaud am Vörösmarty tér 7 in der ungarischen Hauptstadt Budapest ist eines der größten und traditionsreichsten Kaffeehäuser in Europa. Das Unternehmen war ein k.u.k. Hoflieferant.
Noch heute zeigt es sich im Stil der Gründerzeit, mit seinem Stuck, den Kronleuchtern, den aus verschiedenen Edelhölzern gefertigten Verkleidungen und dem Mobiliar.

## Geschichte
Das Caféhaus begann seinen Aufstieg mit dem dritten Nachkommen einer Konditordynastie, Henrik Kugler (eigentlich: Heinrich Kugler; 1830–1905). Sein Wissen und seine Erfahrung eignete sich dieser vor allem während seiner Lehr- und Wanderjahre in elf europäischen Metropolen an, darunter auch Paris. Daraufhin eröffnete er 1858 auf dem Erzherzog-Joseph-Platz seine Konditorei, die bald zu den besten von Pest zählte. Besonderheiten waren die chinesischen und russischen Teespezialitäten sowie seine Eiskreationen, die von den Budapestern als das „beste Speiseeis von Pest“ gerühmt wurden.
Um näher im Zentrum der Stadt zu sein, verlegte Kugler sein Geschäft 1870 an den damaligen Alten Theaterplatz (Régi Színház tér, ab 1874: Giselaplatz bzw. Gizella tér, seit 1926: Vörösmarty tér). Besonders beliebt waren bei seiner Kundschaft in jener Zeit seine Kaffees, Liköre sowie Zuckerbonbons. Aber auch die Kugler-Torten und -Mignons fanden starken Absatz, vielleicht weil es erstmals bei Kugler möglich war, diese eingepackt auf einem Papiertablett mit nach Hause nehmen zu können. Gäste in Kuglers Konditorei waren unter anderem Franz Deák und Franz Liszt.
1882 traf Henrik Kugler auf einer Reise nach Paris zum ersten Mal auf Émile Gerbeaud (1854–1919) und erkannte sofort dessen Talent und Unternehmungsgeist. Emil Gerbeaud, der ebenfalls einer Konditorfamilie entstammte, wurde in Genf geboren und sammelte seine Erfahrungen in Ländern wie Deutschland, Frankreich und England. Kugler lud ihn nach Budapest ein, um ihn zu seinem Geschäftspartner zu machen. Nach Kuglers Rückzug aus dem Aktivstand, 1884, erwarb Gerbeaud das Geschäft für um 600.000 Gulden, behielt aber den ursprünglichen Namen des Cafés bei.
Zahlreiche Neuerungen gingen mit dem Geschäftseintritt Emil Gerbeauds einher. Mit neuen Produkten, wie Buttercremes, Pariser Cremes, Hunderten Sorten an Teegebäck, Zuckerwaren, verschiedenartigsten Bonbons, verbreiterte er das Angebot erheblich. Um seiner Kundschaft diese breite Produktpalette anbieten zu können, stellte er vor allem im Verkauf und im Service eine Vielzahl neuer Mitarbeiter ein. So hatte er Ende 1899 bereits etwa 150 Mitarbeiter, von denen viele nur nach Budapest gekommen waren, um bei Gerbeaud lernen und arbeiten zu können. Gerbeaud hatte einen sehr guten Geschäftssinn und rüstete seine Backstube nach und nach mit modernen Maschinen aus, um die steigende Nachfrage bedienen zu können. So wurde der Name Gerbeaud bald zum Synonym für Qualität und Backkunst. Da die bereits von Henrik Kugler eingeführten, aufwendig gestalteten Papierschachteln für die außer Haus zu liefernden Torten bei der Kundschaft sehr beliebt waren, führte Gerbeaud diese Tradition fort und fing an, diese sogar selbst zu gestalten. 
Auch international war Gerbeaud angesehen. So wurde er sowohl zur Brüsseler (1897) als auch zur Pariser Weltausstellung (1900) als Jurymitglied eingeladen, wobei er in Paris mit der Mitgliedschaft in der französischen Ehrenlegion ausgezeichnet wurde. Aber auch zahlreiche nationale und internationale Preise wurden ihm verliehen. 
Nach dem Tod Henrik Kuglers, 1905, gründete Gerbeaud 1908 unter dem Namen Heinrich Kuglers Nachfolger Gerbeaud A.-G. eine Aktiengesellschaft, mit der die Geschäfte fortgeführt wurden. Mit großer Aufmerksamkeit verfolgte Gerbeaud die technische Entwicklung, und so stellte er den Besuchern seines Cafés bereits 1909 Parkplätze für Automobile neben denen für Kutschen zur Verfügung.
Bei der Inneneinrichtung seiner Konditorei ließ sich Gerbeaud um 1910 von Henrik Darilek (1878–1963) beraten, wobei vornehmlich Marmor, edle Hölzer und Bronze verarbeitet wurden. Der Stuck an der Decke wurde im Rokoko-Stil von Ludwig des XV. angefertigt. Bei den Kronleuchtern ließ man sich vom Maria-Theresia-Stil inspirieren. Für die Gäste wurden sowohl französische Tische als auch sezessionistische Tische bereitgestellt, die Gerbaud von der Weltausstellung in Paris kommen ließ. 
Zwar ging der Erste Weltkrieg auch am Hause Gerbeaud nicht spurlos vorüber, aber Gerbeaud gelang es, sein Geschäft mit Erfolg durch diese schweren Jahre zu führen. Am 8. November 1919 starb Emil Gerbeaud und vermachte das Geschäft seiner Frau Esther, die es bis 1940 führte. 
Der Name blieb dem Café bis heute erhalten, ausgenommen die Zeit von 1950 bis März 1984, als es den Namen Vörösmarty trug. 1995 erwarb der deutsche Unternehmer Erwin Franz Müller die Konditorei Gerbeaud und ließ sie aufwändig renovieren, so dass die Spuren der letzten 50 Jahre nicht mehr zu sehen sind. Heute erscheint das Café wieder in seinem ursprünglichen, von Emil Gerbeaud geplanten Stil.
Im Jahr 2009 wurde in Tokio die Konditorei Gerbeaud eröffnet.